# Siemakowce (gmina)
Siemakowce – dawna gmina wiejska w powiecie horodeńskim województwa stanisławowskiego II Rzeczypospolitej. Siedzibą gminy były Siemakowce.
Gminę utworzono 1 sierpnia 1934 r. w ramach reformy na podstawie ustawy scaleniowej z dotychczasowych gmin wiejskich: Daleszowa, Kolanki, Michalcze, Potoczyska i Siemakowce.
Po wojnie obszar gminy Siemakowce został odłączony od Polski i włączony do Ukraińskiej SRR.